# Pollenia varia
Pollenia varia är en tvåvingeart som först beskrevs av Johann Wilhelm Meigen 1826.  Pollenia varia ingår i släktet vindsflugor, och familjen spyflugor. Inga underarter finns listade i Catalogue of Life.